# قطعنامه ۷۵۸ شورای امنیت
قطعنامه ۷۵۸ شورای امنیت سازمان ملل متحد که در تاریخ ۰۸ ژوئن ۱۹۹۲ تصویب شد، سندی بین‌المللی دربارهٔ بوسنی و هرزگوین است. این قطعنامه طی نشست ۳۰۸۳ام با ۱۵ رای موافق، ۰ مخالف و ۰ ممتنع تصویب شد.